# Kath & Kim

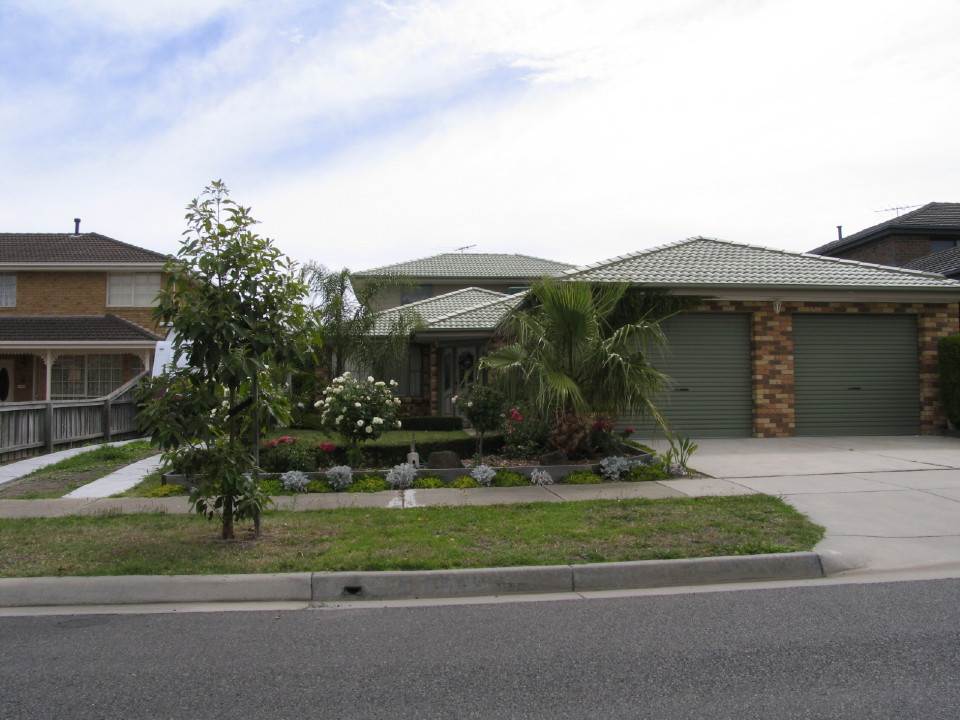
La casa de la familia Kath & Kim en Patterson Lakes, al sureste de Melbourne (Australia).

Kath y Kim es una serie cómica de televisión australiana ganadora de dos Premios Logie, creada por Jane Turner y Gina Riley. La serie gira en torno a la familia y las relaciones de los personajes que dan el título al programa, una madre e hija disfuncionales. 'Kath y Kim' es protagonizada por Jane Turner como Kath Day-Knight, una alegre divorciada de 50 y algo años que actualmente en una feliz relación con su prometido (y luego marido) Kel Knight. Ella lidia con su malcriada e inconformista hija Kim Craig. La serie se ubica en el suburbio ficticio de Fountain Lakes, en Melbourne, Victoria, pero se filma principalmente en los alrededores de Patterson Lakes, Melbourne.
La primera temporada de 'Kath y Kim' estrenado en ABC TV el 16 de mayo de 2002, con otras tres temporadas siguientes, mientras que una película de televisión, titulada 'El Código de Kath y Kim', se transmitió a nivel nacional el 25 de noviembre de 2005. La serie también se transmite en cadenas de televisión internacionales, incluyendo RTÉ Two en Irlanda, TV3 de Nueva Zelanda, TV2 en Finlandia y LIVING y BBC Two en el Reino Unido. En los Estados Unidos las primeras dos temporadas se transmitieron a través de Trio en 2004, mientras que el Sundance Channel emitió la tercera.
'Kath y Kim' ha ganado muchos elogios de la crítica desde su debut, dos 'Premios Logie', por "Programa de comedia destacado" y "Mejor serie televisiva drama" en los 'Premios del Instituto Australiano de Cine'. En Australia, se ha convertido en un fenómeno de la cultura popular, y es un éxito en audiencia a nivel nacional. Internacionalmente, la serie ha generado un culto fanbase, y en 2006 se anunció la producción de una versión americana de la serie, para NBC. Riley y Turner son productoras ejecutivas de la versión estadounidense. Esta también fue retomada por Seven, que estrenó el programa el 12 de octubre de 2008, apenas tres días después de su debut en los Estados Unidos. Aunque Seven canceló después de dos emisiones, la versión americana se ha convertido en un éxito por derecho propio.
La cuarta temporada de 'Kath y Kim' comenzó a salir al aire por Seven Network el 19 de agosto de 2007 a las 7:30 p. m., debido al contrato que expiraba con ABC. El cuarto episodio de la primera temporada atrajo una audiencia de 2.521 millones a nivel nacional, el rating más alto que nunca para un primer episodio en la historia de la televisión de Australia. Las creadoras del show están escribiendo para una quinta temporada que se espera sea lanzada a mediados de 2009.

## Premisa
'Kath y Kim' sigue el día a día de la vida suburbana de Kath Day-Knight (Jane Turner), su única hija Kimberly Craig (Gina Riley), el esposo de Kim Brett Craig (Peter Rowsthorn), Kath el interés amoroso y eventual marido "proveedor de carnes finas" Kel Knight (Glenn Robbins), y antigua amiga de la familia Sharon Strzelecki (Magda Szubanski). Kim y Brett tienen un bebé en el episodio final de la segunda temporada, a quien nombran Epponnee-Kathleen Raelene Darlene Charlene Craig, abreviado a Epponnee-Rae.
La serie tiene lugar principalmente en la residencia de Kath, ubicada en el centro de la ciudad, en Fountain Lakes, que es en realidad una casa en la calle del muelle de calle Lagoon Place, en Patterson Lakes, Victoria. Kath y Kel rara vez están solos, como Kim ocupa con frecuencia la casa debido a su inestable relación con Brett (en mayor parte parece ser debido al comportamiento infantil de ella), y además Sharon los visita con frecuencia. Más tarde, en la segunda temporada, el apartamento de Kim y Brett sufre daños estructurales, y en la tercera cuando su casa es embargada, da como resultado a ambas parejas viviendo bajo el mismo techo creando más situaciones cómicas. Kath considera a menudo que ella y su espacio son invadidos por Kim. Cuando no están en casa, el 'show'muestra la vida de los personajes en Melbourne, en lugares como el centro comercial 'Fountain Gate', la tienda IKEA, Target, y diversos restaurantes locales.
La mayoría de los episodios siguen el día a día de los personajes, y documenta las luchas personales, la banalidad de sus logros y aspiraciones. 'Kath y Kim' satiriza la relación madre-hija y los hábitos y valores de los suburbios modernos de Australia, y hace hincapié en los elementos [kitsch] y superficiales de la sociedad contemporánea, en particular la clase obrera tradicional, que ha progresado a un nivel de riqueza que las generaciones anteriores no han podido lograr. También, de vez en cuando, se burla de la cultura popular australiana e internacional, por ejemplo, de los programas de televisión populares como [Gran Hermano] y Australian Idol. A veces hace declaraciones sobre las cuestiones políticas de Australia. El guion fuerte e inteligente, el comportamiento grosero y vergonzoso, y su sentido de la moda llamativo y fuera de sentido son conocidas características del programa. El desarrollado lenguaje alternativo (metáforas mezcladas y malapropismos incluidos) y los errores de pronunciación de las palabras de los dos personajes principales son muy repetidos por el admiradores del programa: '"Look at me"' ("Mírame"), que es utilizado por Kath durante las peleas, y, '"It's nice, different and unusual"' ("Es agradable, diferente e inusual") que se utilizada cuando los personajes ven algo que les interesa.

## Historia
Los personajes de Kath, Kim y Sharon fueron desarrollados originalmente a principio de los '90 en una parodia recurrente en el popular sketch televisivo '"Fast Forward"'. En 1994, los personajes volvieron en la serie '"Big Girl's Blouse"' como "La boda de Kim", una presentación semanal en el programa de seis semanas. Presentó a Turner, Riley y Szubanski como las únicas miembros regulares del elenco.
-Estas parodias, un envío de volar-en-la-pared tipo Bodas realidad serie de televisión, seguido de las actividades de una mujer joven como ella, su madre, y mejor amigo, prevista su próxima boda. Los personajes en continua evolución "Kim Baby", que aparece en la efímera serie de comedia algo estúpido (1998) [5].
El original parodias raramente figuran los caracteres distintos de Kath, Kim o Sharon. Kim novio no se observó, sólo aparecen en su boda y de Kim y desempeñado por Jane Turner. Su nombre es Craig, en estos primeros parodias. El carácter de Kath del novio Kel, apareció por primera vez en "Kim Baby", el seguimiento de parodias visto en "algo estúpido". Fue bajo el nombre de Sin, pero el personaje no era más desarrollado y la serie terminó en el anuncio de Kath y Sin compromiso, después del nacimiento de Kim bebé.

## Personajes
Abajo, de izquierda a derecha: Kath Day Knight (Jane Turner), Kim Craig (Gina Riley) y Sharon Strzelecki (Magda Szubanski). Comienzo de la página: Kel Knight (Glenn Robbins) y Brett Craig (Peter Rowsthorn).
Los personajes centrales de Kath y Kim son una familia que vive en los suburbios de Melbourne. Kath Day Knight, interpretado por Jane Turner, que acaba de cumplir 50 es una ama de casa y madre que viven en los suburbios de Melbourne su casa. Ella se siente orgullosa de ser de alto mantenimiento, mientras que su marido Kel Knight, interpretado por Glenn Robbins, es un poco metrosexual carnicero. Kath vigésimo algo Craig hija Kim (de soltera Día), interpretada por Gina Riley, es una joven que trabajaba en un centro de llamadas-una posición en contra de su descuidado, mimados y ensimismados personalidad. Kim constantemente se queja de los aspectos más triviales de su vida y está obsesionado con la comida. Sus intentos fallidos de ir (y permanecer en) son con frecuencia una dieta lampooned en toda la serie. Su marido Brett Craig, Peter Rowsthorn, es un hombre amoroso que le resulta difícil, aunque gestiona poner para arriba con su esposa argumental. Los dos tienen una hija: Epponee Rae. Kim la segunda mejor amiga, Sharon Strzelecki se juega por Magda Szubanski. Aunque Kim se refiere a Sharon como su "segunda mejor amigo" un primer mejor amigo está ausente de la serie.
El espectáculo incluye una serie de extravagantes, personajes estereotipados: compañeros de trabajo, amigos de la familia, cursó sus familiares, pobladores locales y celebridades. Los creadores originalmente muchos de estos caracteres en una sola vez o jokesters necesarios para el cumplimiento de funciones en la ciudad. Algunos de ellos han adquirido funciones ampliadas. Además, las dos mujeres desempeñan a menudo conduce a otros personajes, es decir, dos "ricos", sfq tienda y personal de asistencia Trude Prue.

## Información general y lista de emitidos
- Día Kath-Caballero desempeñado por Jane Turner: Uno de los personajes centrales del programa, que está en el centro de la mayoría de las situaciones. Kath ha realizado varios cursos de TAFE, está orgulloso de ella (un poco en tela de juicio y de fecha) se ve la moda y tiene una relación feliz con su marido y una cierta relación disfuncional con su hija muy estropeados. Ella ha cumplido 50 años y es algo de un control freak.
- Kimberly "Kim" Craig desempeñado por Gina Riley: Kim Craig, el espectáculo del otro personaje central, es un poco de sobrepeso Kath, estropeados, siempre quejándose y muy perezoso, cuya hija ensimismados y descuidado la personalidad están en contradicción con su trabajo en una llamada centro. El espectáculo se centra en su relación con su segunda mejor amigo. Sharon, un bebé de su hija y rocosas en el despegue y la relación con su marido.
- Kelvin "Kel" Knight desempeñado por Glenn Robbins: Kel Caballero del metrosexual es Kath, alimentos marido amante de carnicero, por lo cual Kim padrastro. Fue en la Armada. Vive con Kath en su casa y es el mejor amigo de Kim marido. Poder que camina con regularidad.
- Brett Craig jugado por Peter Rowsthorn: Brett es Kim largo sufrimiento amoroso marido, pero que consigue poner a sus constantes quejas y argumentativa personalidad. Trabaja en ComputaCity. Él es también el padre a hija y es su buena amistad con el marido de Kath Kel.
- Sharon Strzelecki desempeñado por Magda Szubanski: Sharon es la "segunda mejor amigo" de Kim, que está obsesionada con los deportes y tiene muy mala suerte en el amor. Ella es consciente de su auto se ve. Ella es a menudo visto con una lesión deportiva.

## Episodios
Cada episodio comienza con la realización de Gina Riley "El Guasón", con los suburbios de Melbourne con el elenco los nombres de impuesto sobre el fondo. Los títulos de la característica principal de cinco caracteres, y como avanzaba la serie se han modificado para incluir Cujo y Epponee-Rae. El estilo de estos títulos es una parodia de la apertura de los títulos de América jabón The Young and the Restless [editar] desde el período en que el fondo blanco se utilizó. A continuación, mezclar en tomas aéreas de la Fuente de Lagos en la que se acreditan los cinco principales actores, con Szubanski acredita como "Invitado Especial Star", a pesar de que aparecen en cada episodio.
Veinte y cuatro episodios de una duración aproximada de veinticinco minutos cada uno a través de tres temporadas se han transmitido por la televisión ABC desde 2002-2004. La serie se estrenó el 15 de mayo de 2002, relativa a la Red de ABC con "Sexo" y se convirtió en uno de los más altos de calificación muestra para ABC. [Editar] La sustitución de una temporada completa se produjo en 2005 con la telemovie Da Kath y Kim Código. La cuarta temporada de Kath y Kim se estrenó el 19 de agosto de 2007 a las 7:30 p. m. en la Red de los Siete, con un total de ocho episodios.
Se anunció el 5 de octubre de 2008 de que los creadores de Kath y Kim, Jane Turner y Gina Riley se encuentran actualmente en lo que el productor ejecutivo del programa Rick McKenna describe como "el modo de pre-producción". En la actualidad se han escrito y acerca de 4 1 / 2 episodios listos para la producción de la quinta serie [6].
Temporada Ep # Estreno Temporada Temporada Final
Temporada 1 8 16 de mayo de 2002 4 de julio de 2002
Temporada 2 8 18 de septiembre de 2003 6 de noviembre de 2003
Temporada 3 8 7 de octubre de 2004 25 de noviembre de 2004
Temporada 4 8 19 de agosto de 2007 14 de octubre de 2007
Temporada 5 8 2009 2009

## Recepción
Kath y Kim se estrenó el 15 de mayo de 2002 y se convirtió en uno de más alto rating de ABC muestra. Cuando el espectáculo se estrenó en la Red de los Siete, se convirtió en la más alta calificación en el episodio de la historia de la televisión australiana. La cuarta temporada de Kath y Kim debutó con un récord de 2.511 millones de espectadores alcanzando un máximo de 2.731 millones de euros. En su segundo y tercer episodios de espectadores se redujo a 1,994 y 1,817 millones respectivamente, sin embargo los espectadores se recuperó luego de su cuarto y quinto episodios con puntuaciones de 2,047 y 2,157 millones respectivamente. Fuerte puntuaciones de los televidentes siguió con 2,049 y 2,066 millones para el sexto y séptimo episodios. El octavo episodio final de temporada y evaluado 2.338 millones de dar la cuarta temporada una audiencia media de 2.122 millones, por lo que es la más alta calificación en Australia para la serie 2007 y la calificación más alta de todas las cuatro series de la exposición. [Editar]
Canal Siete, ya han comenzado a mostrar repeticiones del show de una temporada en adelante que anteriormente sólo fue presentada en la red de ABC. La repite con bastante éxito han demostrado 1,465 y 1,530 de calificación hasta la fecha, la obtención de premios en un horario muy competitivo y está entre los más altos de calificación muestra de la semana [7].

## Mercancía
El interés público y duradera popularidad de Kath y Kim ha dado lugar a una industria de merchandising. El título de familia y el apoyo a los personajes aparecen en todo, desde camisetas a pósteres. El Kath y Kim temporadas han sido puestos en libertad en VHS (si bien los títulos se disconntinued ahora en el formato VHS) y DVD, en la casilla-conjuntos y por separado en las dos ediciones temporada Región 4 (Australia, Nueva Zelanda, América Latina), así como la Región 2 (Europa). La serie también ha tenido noticia de un CD, con canciones de la serie y grabaciones de Kath y Kim. Además, se han vestido (tales como delantales, camisetas y guantes de horno). Mercancía esté disponible para compra en línea, a partir de la Kath y Kim sitio web oficial. Lamentablemente, la Kath y Kim DVD son difíciles de conseguir en el Reino Unido y se han eliminado de algunas tiendas como HMV.

## Versión Americana
Debido al moderado nivel de éxito que Kath y Kim ha logrado internacionalmente, se ha rehecho de EE. UU. audiencias por NBC. En este remake, la actriz Molly Shannon ha adoptado el papel de Kath Day Knight, Selma Blair y el papel de Kim. NBC optó por Jason Ensler para dirigir la Molly Shannon Kath y Kim. Michelle Nader desarrollado la serie de televisión norteamericana, que se estrenó en los Estados Unidos como parte de la programación de otoño de 2008. La serie empezó a disparar en California en julio de 2008. NBC estrenó la adaptación de los EE. UU. 9 de octubre de 2008, mientras que siete de cribado que se inició a los televidentes de Australia el 12 de octubre de 2008. Después de ventilar sólo dos episodios, la sitcom de los Siete cayó de su alineación debido a las malas calificaciones. Por otra parte, la NBC, después de aproximadamente un promedio de alrededor de 5 a 7 millones de espectadores por semana, fue recompensado con una temporada completa para, en octubre de 2008.

## Premios
El espectáculo en sí, y el reparto, se han designado varios premios de televisión en el pasado, incluidos los premios AFI y Logies. Además, Kath y Kim y Da Código Kath y Kim han ganado cuatro grandes premios para el show en sí.
Ganados
- 2002: Mejor actriz en un papel de apoyo o de usuario en un drama de televisión (Magda Szubanski) en la AFI Premios.
- 2002: Mejor guion en un drama de televisión en la AFI Premios.
- 2002: Mejor serie de drama de televisión en la AFI Premios.
- 2003: Más destacado en el programa de comedia Logies.
- 2004: Más destacado en el programa de comedia Logies.
- 2008: Los más populares luz o comedia programa de entretenimiento.

## Nominación
- 2002: Mejor Guion en un Drama de Televisión en la AFI Premios
- 2003, 2004, 2005: Los más populares Luz Entretenimiento / Comedia en el Programa Logies
- 2003, 2004: Mejor Actor en un papel de liderazgo en un Drama o Comedia de Televisión (Glenn Robbins) en la AFI Premios
- 2003, 2004: Mejor Actriz en un papel de liderazgo en un Drama o Comedia de Televisión (Jane Turner) en la AFI Premios
- 2003, 2004: Mejor Actriz en un papel de liderazgo en un Drama o Comedia de Televisión (Gina Riley) en la AFI Premios
- 2003, 2004: Mejor Serie de Comedia - Sitcom o Sketch
- 2004, 2005, 2006: Los más populares Actor (Glenn Robbins) en el Logies ('04 y'05 para Kath y Kim;'06 para Da Kath y Kim Código)
- 2004: Mejor Actriz en un papel de apoyo o de usuario en un Drama o Comedia de Televisión (Magda Szubanski) en la AFI Premios
- 2004: Mejor Guion en la Televisión
- 2005: Los más populares Actriz (Gina Riley) en la Logies
- 2005: Los más populares Actriz (Magda Szubanski) en la Logies
- 2005: más destacado en el Programa de Comedia Logies
- 2006: La mayoría de pendientes Miniserie / Telemovie en el Logies (por Da Kath y Kim Código)